# صومعه باچکوو
صومعه باچکوو تقدیم شده به عروج تئوتوکوس (به بلغاری: Бачковски манастир "Успение Богородично", Bachkovski manastir، به گرجی: პეტრიწონის მონასტერი)، به‌طور باستانی صومعه پتریتسونی یا صومعه مادر خدا پتریتزونیتیسا نامیده می‌شد، یک صومعه اصلی ارتدکس شرقی در جنوب بلغارستان است. این بنای مذهبی در ساحل سمت راست رودخانه چپلاره واقع شده است و در ۱۰ کیلومتری جنوب آسنوفگراد می‌باشد و مستقیماً تابع شورای مقدس کلیسای ارتدکس بلغارستان است. این صومعه به دلیل ترکیب منحصر به فرد فرهنگ بیزانس، گرجی و بلغاری، که با ایمان مشترک متحد شده، شناخته شده و گرامی داشته می‌شود.